# Бес сир Изол
Бес сир Изол (фр. Besse-sur-Issole) насеље је и општина у Француској у региону Прованса-Алпи-Азурна обала, у департману Вар која припада префектури Брињол.
По подацима из 2011. године у општини је живело 2.980 становника, а густина насељености је износила 80,13 становника/km². Општина се простире на површини од 37,19 km². Налази се на средњој надморској висини од 258 метара (максималној 637 m, а минималној 230 m).

## Демографија
| 1962. | 1968. | 1975. | 1982. | 1990. | 1999. | 2011. |
| ----- | ----- | ----- | ----- | ----- | ----- | ----- |
| 813   | 821   | 756   | 1.040 | 1.342 | 1.779 | 2.980 |

График промене броја становника у току последњих година